# Тарасниця

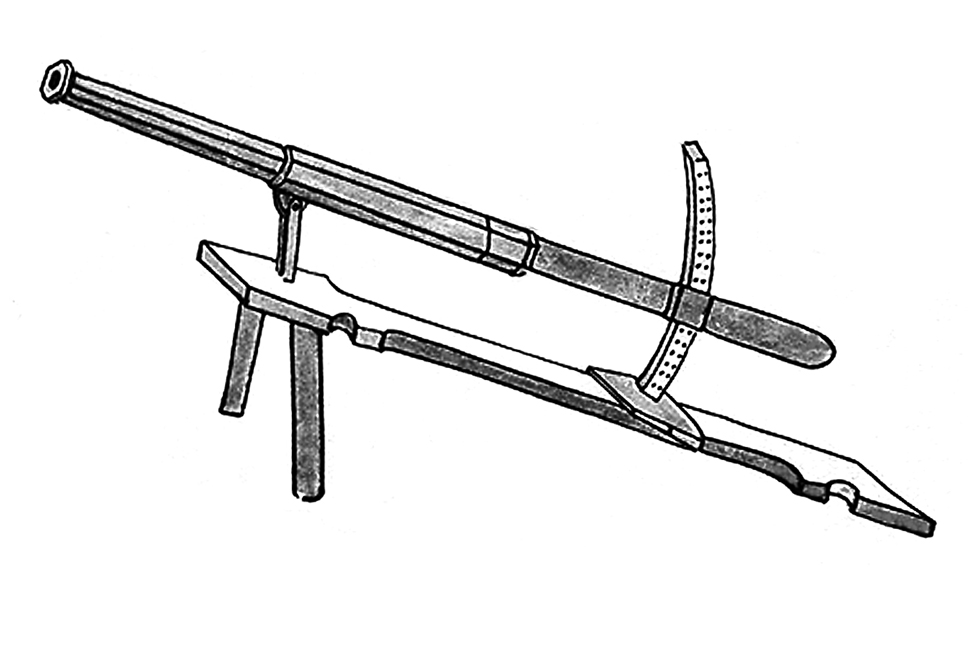
Гуситська тарасниця.

Тарасниця (також тараниця; чеськ. tarasnice) — тип невеликої європейської гармати XV—XVI століть. Тип введений в обіг гуситами і використовувався в основному для безпосередньої вогневої підтримки, пізніше став використовуватися для оборони укріплень. Зокрема, з кінця XV століття, тарасниці згадуються в списках озброєння замків в Україні:
- 1471 року в Житомирі нараховувалося 5 тарасниць.
- 1494 в Кам'янці-Подільському — 1 велика тарасниця і 4 напівтарасниці.
- 1495 в Високому замку Львова 1 тарасниця і 2 напівтарасниця, і одна тарасниця в Глинянах.
- 1497 в Перемишлі 2 напівтарасниці.
- 1537 у Львові 1 тарасниця кругла і довга, і 3 гранованих[2].